# 硬角鯰
硬角鯰，為輻鰭魚綱鯰形目鯰科的其中一種，為熱帶淡水魚，分布於亞洲馬來半島、蘇門答臘、爪哇島及婆羅洲淡水流域，體長可達44公分，棲息在底層水域，生活習性不明。